# Psecacera robusta
Psecacera robusta là một loài ruồi trong họ Tachinidae.